# Jessie Buckley

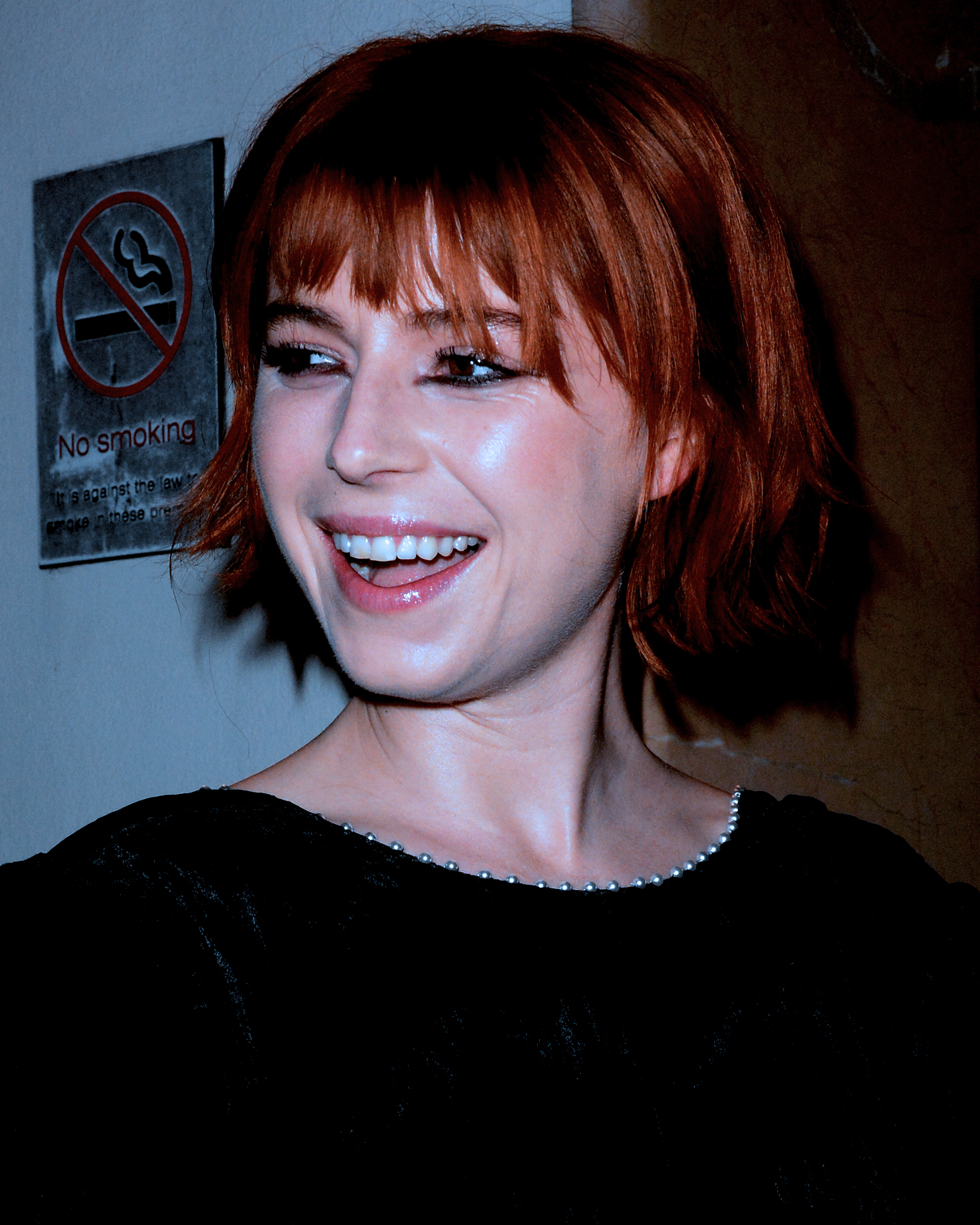
Jessie Buckley (2019)

Jessie Buckley (ur. 28 grudnia 1989 w Killarney) – irlandzka aktorka, nominowana do Oscara za rolę w filmie Córka (The Lost Daughter).

## Życiorys
W 2008 wzięła udział w programie telewizyjnym typu talent show I'd Do Anything, w którym zajęła drugie miejsce, za Jodie Prenger. W 2016 wcieliła się w postać Marii Bołkońskiej w miniserialu Wojna i pokój. W kolejnych latach wystąpiła m.in. w filmach: Pod ciemnymi gwiazdami (2017), Siła marzeń (2018), Judy (2019), Doktor Dolittle (2020), Może pora z tym skończyć (2020) i serialach: Ostatni posterunek, Tabu, Czarnobyl.

## Filmografia

### Filmy
| Rok  | Tytuł                      | Rola                   | Uwagi |
| ---- | -------------------------- | ---------------------- | ----- |
| 2017 | Pod ciemnymi gwiazdami     | Moll Huntford          |       |
| 2018 | Siła marzeń                | Rose-Lynn Harlan       |       |
| 2019 | Judy                       | Rosalyn Wilder         |       |
| 2020 | Doktor Dolittle            | królowa Wiktoria       |       |
| 2020 | Ironbark                   | Sheila Wynne           |       |
| 2020 | Niepokorna miss            | Jo Robinson            |       |
| 2020 | Może pora z tym skończyć   | Młoda Kobieta          |       |
| 2021 | Córka (The Lost Daughter)  | młoda Leda             |       |
| 2022 | Men                        | Harper                 |       |
| 2022 | Fingernails                | Anna                   |       |
| 2022 | Women Talking              | Mariche                |       |
| 2022 | Scrooge: A Christmas Carol | Isabel Fezziwig (głos) |       |

### Telewizja
| Rok  | Tytuł              | Rola              | Uwagi              |
| ---- | ------------------ | ----------------- | ------------------ |
| 2014 | Endeavour          | Kitty Batten      | 1 odcinek          |
| 2016 | Wojna i pokój      | Maria Bołkońska   | 6 odc.             |
| 2017 | Tabu               | Lorna Bow         | 7 odc.             |
| 2017 | The Last Post      | Honor Martin      | 6 odc.             |
| 2018 | The Woman in White | Marian Halcombe   | 5 odc.             |
| 2019 | Czarnobyl          | Ludmiła Ignatenko | 5 odc.             |
| 2020 | Fargo              | Oraetta Mayflower | gł. obsada serii 4 |